# Hertford, North Carolina
Hertford är administrativ huvudort i Perquimans County i North Carolina. Enligt 2010 års folkräkning hade Hertford 2 143 invånare.